# كرايغ كول بلاك
كرايغ كول بلاك (بالإنجليزية: Craig Call Black)‏ هو إحاثي أمريكي، ولد في 1932 في بكين في الصين، وتوفي في 5 ديسمبر 1998 في ألباكركي في الولايات المتحدة.